# Kanaalcapaciteit
De kanaalcapaciteit of maximale informatiesnelheid is de absolute bovengrens voor de snelheid waarmee gegevens over een kanaal kunnen worden overgedragen en wordt uitgedrukt in bits per seconde of kortweg b/s. De kanaalcapaciteit is afhankelijk van de bandbreedte van het gebruikte kanaal en de gebruikte signaal-ruisverhouding.
De kanaalcapaciteit is vastgelegd in de wet van Shannon-Hartley, is lineair evenredig met de bandbreedte en logaritmisch evenredig met de signaal-ruisverhouding.